# Długa Kościelna
Długa Kościelna (prononciation : [ˈdwuɡa kɔɕˈt͡ɕelna]) est un village polonais de la gmina de Halinów dans le powiat de Mińsk de la voïvodie de Mazovie dans le centre-est de la Pologne.
Il se situe à environ 1 kilomètre de Halinów (siège de la gmina), 16 kilomètres à l'ouest de Mińsk Mazowiecki (siège du powiat) et à 24 kilomètres à l'est de Varsovie (capitale de la Pologne).
Le village compte une population de 723 habitants en 2007.

## Histoire
De 1975 à 1998, le village appartenait administrativement à la voïvodie de Varsovie.